# Eberhard von Hagen
Eberhard von Hagen (* 5. April 1936 in Neu Schlage; † 1. Dezember 2023 in Holzerode) war ein deutscher Entomologe. Er war ein Experte für diverse Hautflügler und machte den Schutz der Hummeln zu seiner Lebensaufgabe.

## Leben
Zusammen mit seinem Bruder Hans Heinrich von Hagen beschäftigte er sich schon seit seiner Kindheit mit Hummeln und anderen Hautflüglern. Eberhard von Hagen machte seine Mittlere Reife in Schweinfurt, später eine Ausbildung als Saatzuchtassistent. Das Thema Hummeln ließ ihn nie los.
Für die Beobachtungen von Nestern entwickelten und testeten die beiden Brüder diverse Materialien und Designvarianten für Nisträume, Besiedlungstrategien und Umsiedlungsmethoden. Mit dem Ziel, möglichst viele Jungköniginnen wie auch Drohnen zu erzeugen, wurden von den Brüdern sichere und effiziente Nisthilfen für den dörflichen und urbanen Raum gestaltet.
Vom einfach herstellbaren Pappnistkasten für sichere Standorte, über eine robuste Nistkastenvariante aus Holzbeton bis zum Selbstbau-Holznistkasten Münden in Dreischachtelbauweise reichen die von Eberhard von Hagen in unterschiedlichen Kooperationen  weiterentwickelten Nisthilfen.
Eberhard von Hagen hielt Dia- und Filmvorträge zu den Themen Wildbienen, Wespen, Hummelschutz, Nistkästen und Trachtpflanzen, führte Besuchergruppen durch seine Hummelwiese mit Hummelstand in Eddigehausen und nahm an Hörfunk- und Fernsehproduktionen teil.
Er schrieb das Buch Hummeln – bestimmen, ansiedeln, vermehren, schützen, das im deutschsprachigen Raum zum Standardwerk für die Hummelförderung wurde und das er für jede Auflage überarbeitete und erweiterte.
1986 veröffentlichte Eberhard von Hagen sein Buch erstmals mit bereits über 200 Seiten. Darin fasste er die eigenen Erfahrungen und wissenschaftlichen Forschungen der letzten Jahrzehnte zusammen.
Für die nur in den Alpen vorkommenden Hummelarten sicherte er sich die Mitarbeit vom Hummelexperten Ambros Aichhorn (* 1932; Stud. der Theologie u. Biologie), der sich ebenfalls seit seiner Jugend mit Hummeln und Hummelnistkästen beschäftigte.
In den darauffolgenden Jahren erweiterte er das Werk ständig und griff auch die Erfahrungen und technische Entwicklungen anderer Hummelfreunde auf.
In der zweiten Auflage von 1988 fügte er einen professionellen Bestimmungsschlüssel von Volker Mauss hinzu, der auf der Analyse von Hummelpräparaten basierte.
Einige Jahre später ersetzte Eberhard von Hagen diesen mit einem von Alois Fadini und ihm selbst entwickelten Bestimmungsschlüssel für europäische Hummelarten, der lebende Hummeln nach ihrer äußeren Erscheinung einteilt.
Mit der fünften Auflage wurde Aichhorn zum Coautor. Der Fernsehjournalist und Tierfilmer Heinz Sielmann schrieb einige Worte zum Geleit.
In der sechsten Auflage wurden die Gattungsnamen aktualisiert, in den letzten Jahren in Mitteleuropa eingewanderte Hummelarten eingepflegt und eine gezeichnete Artenübersicht eingefügt. Die 108 Farbzeichnungen umfassen Königinnen, Arbeiterinnen und Drohnen der europäischen Hummelarten mit Farbvarianten.
Jedes Buch enthält den Hummelschutz auf einen Blick, in dem Hagen die Unterstützung von Hummeln in 12 Forderungen an die Menschen komprimiert. Darin wirbt er unter anderem für ein durchgängiges Trachtband von Pollen- und Nektarpflanzen und für die Bereitstellung von sicheren Nistmöglichkeiten.
Im Jahr 2021 wurde Eberhard von Hagen das Bundesverdienstkreuz (Verdienstmedaille) von der Ersten Kreisrätin des Landkreises Göttingen Christel Wemheuer (Grüne) überreicht.

## Ehrungen
- 1982: Felix-Wankel-Tierschutz-Forschungspreis
- 1985: Feldschlößchen-Naturschutzpreis[4]
- 1991: Europäischer Umweltpreis[4] (Preisträger in einer Kategorie im nationalen Vorentscheid für den Henry Ford European Conservation Award)
- 1992: Europäischer Umweltpreis[4]
- 2021: Verdienstmedaille des Verdienstordens der Bundesrepublik Deutschland[11]